# Joe DeLamielleure
Pro Football Hall of Fame 2003
(en) Statistiques sur pro-football-reference
Joseph Michael DeLamielleure, dit Joe DeLamielleure, né le 16 mars 1951 à Détroit, est un joueur américain de football américain.
Cet offensive guard a joué pour les Bills de Buffalo (1973–1979, 1985) et les Browns de Cleveland (1980–1984) en National Football League (NFL).